# PC-6000シリーズ
PC-6000シリーズは、日本電気 (NEC) の子会社である新日本電気（後のNECホームエレクトロニクス）が発売したパーソナルコンピューターである。
シリーズを通してキーボードと一体化したデザインを採った8ビットマシンで、姉妹機種はPC-6600シリーズで本体の機能はほぼそのままに、FDDを内蔵した構成となっている。姉妹機との互換性についてはPC-6000シリーズとPC-6600シリーズの互換性を参照の事。

## シリーズの位置づけ
PC-6001は日本電気のテレビ事業部が開発したもので、マイクロコンピュータ事業部が開発したPC-8001系列とは全く無関係に開発された。その設計思想の違いから表示装置にはテレビを用い、カートリッジスロットとなっている拡張ポートは挿入したROMカートリッジから直接ソフトウェアを起動出来るなど、ゲーム機的側面も持っていた。型番からはPC-8001系列の下位機種であるかのように見えるが、開発経緯も対象セグメントも異なる製品である。
販売にあたっても、家電関係である新日本電気の販売ルート（子会社の家庭電化製品の販売会社が卸す小売店）が活用され、日本電気の特約店ルート（NECビットイン、NECマイコンショップ）でも販売された。
実務用とされたPC−8001に対して、本シリーズは教育と娯楽性を強く意識した仕様で、概して機能は抑えたり略されたりしたが、音源に限れば同時期のPCと比較し充実した構成となっていた。単音や固定されたBeepのみという機種の多かった時代において、初代機の標準構成でもAY-3-8910(PSG)の搭載とBASICのMMLによって、容易に演奏させることができ、後継機ではYM2203によって、矩形以外の波形による音声表現も可能になった。また、オプションではμPD7752を用いた音声合成機能が用意され、後継機では標準機能として搭載、更に音程を変化させられるようになるなどの改善が行われた。
本シリーズの終了は商品に問題あったためではなく、逆に成功しすぎたことが問題となったためだという。将来的にPC−8000シリーズ/8800シリーズとの競合が予想され、これを解消するためにNECは各シリーズの位置づけを再編し、PC−8800シリーズはホビー性を強化することに変更、ビジネス用途はすべてPC−9800シリーズに統合し、本シリーズは終了させるという方針をとった。シリーズとしては「不本意な終息」であったという。

## PC-6001

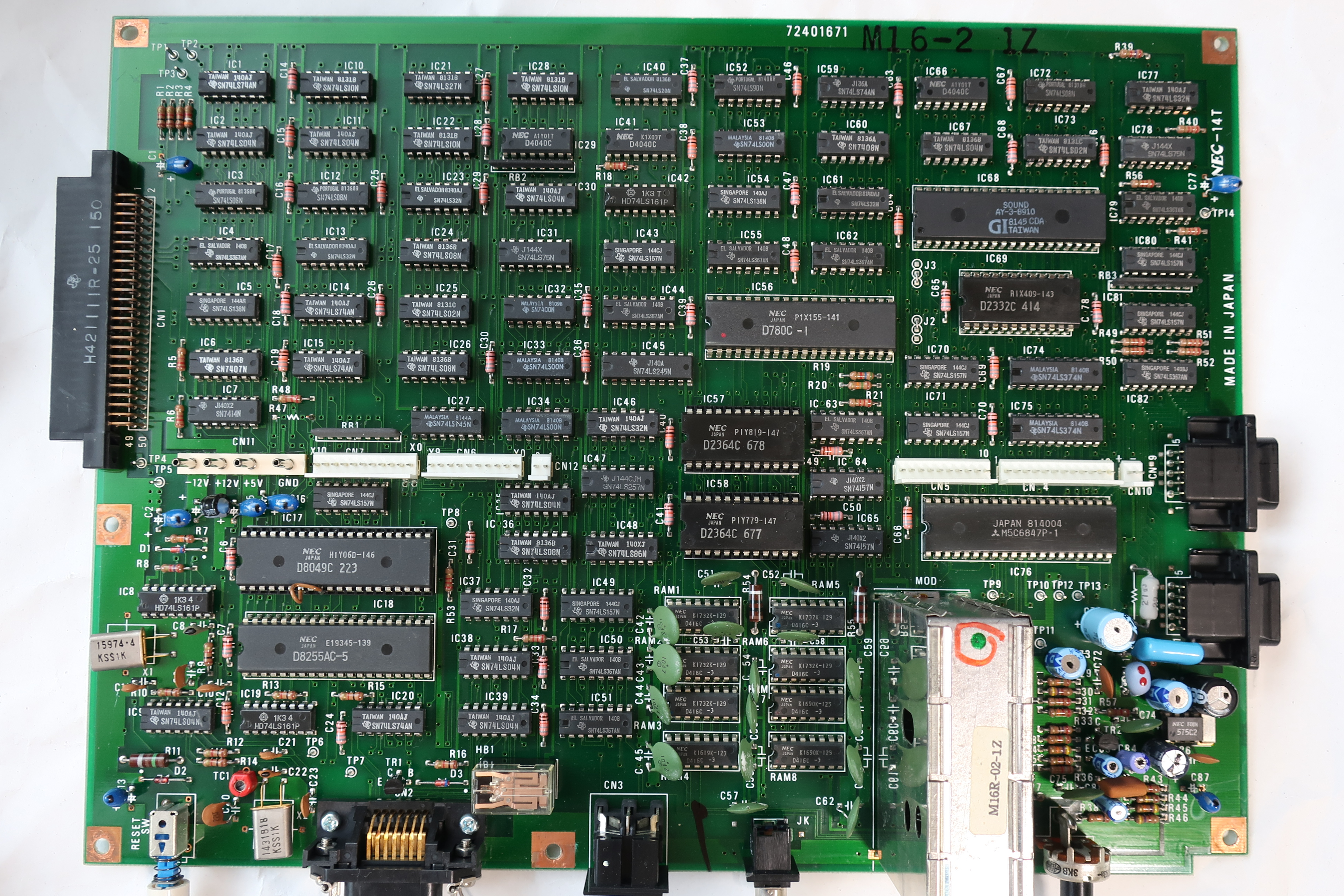
PC-6001のマザーボード

1981年11月10日に発売。メーカー希望小売価格は8万9800円。
アイボリーとブラウンを基調とした筐体に、オレンジ色の特殊キー群をアクセントとしたデザイン。
当時の家庭用としては画期的ともいえるカラーのハイレゾグラフィック、ひらがな表示、三重和音のPSG音源、ジョイスティックインターフェース標準搭載などを特徴とし、パピコンの愛称が付けられていた。標準添付のマニュアルは32ページの取扱説明書と30ページのコマンドリファレンス「N60-BASIC活用表」のみで、それを補完する形でA4横開き284ページの教則本「みんなで使おうBASIC」が2500円で別売された。
本体に付随しているキーボードは、全てのキーが横長の直方体に近い形で、相互に離れて並んでいる独特の形状（いまでいうアイソレーションキーボード状）である。これは、アプリケーションごとにオーバーレイシートを載せ替えて使うことを意図したものである。また、かなキーの横に赤いランプがあり、かな入力モード時に点灯する。なお、輸出用のPC-6001Aでは一般的なタイプライタ風キーボードを採用した。
当時のNEC社内での開発コードは「PCX-05」で、VDPはモトローラのMC6847互換の三菱電機製のM5C6847P-1とモジュレータを採用。
映像出力はコンポジット映像信号およびテレビ接続を用いたためあまり鮮明なものではなかった。しかし、『ポートピア連続殺人事件』等では2色モード時の色のにじみを逆手にとって表現力を高めるというApple II等のソフトウェアで使われたものと同様のテクニックがよく使われた。VRAMは主記憶上に配置され、最大2画面分もつことができた。うち1画面はテキスト専用である。なお、RAMを拡張すると最大4画面分もてた。当時としては珍しく、画面（ページ）を切り替えながら使えた。キーボード上にページ切り替えボタンが配置されている。画面数は、BASICの起動時のHow Many Pages?という入力要求に対してユーザーが明示的に指定する。なおPC-8000シリーズやPC-8800シリーズなどとは異なり、テキストとグラフィックの重ね合わせはできず、グラフィックモードでの文字表示はグラフィックとして描画されたが、文字表示が非常に遅くなる。音声はスピーカーを内蔵しているほか、外部出力端子を持つ。
カートリッジスロットを1個持ち、RAMを32キロバイトまで拡張可能であるほか、カートリッジを3個まで接続可能とし背面にフロッピーディスクインターフェースを持つ「拡張ユニット」(PC-6011)、ディスク関係のBASIC命令の強化や、CIRCLE/GET/PUT/RENUM/HEX$/BSAVE/BLOAD拡張がなされた「N-60拡張ベーシック」(PCS-6001R)、5.25インチ、片面倍密度、143キロバイトの「フロッピーディスクユニット」(PC-6031)、音声合成ができる「ボイスシンセサイザー」(PC-6053) 等の接続が可能。フロッピーディスクドライブはオプションの拡張ユニットに接続し、基本のPC-6031および増設用のPC-6032で最大2台。12型グリーンディスプレイ(PC-6041)あるいは12型カラーディスプレイ(PC-6042K)が接続可能。
ジョイスティックインターフェースはD-sub9ピンでAtari_2600のピンアサインを拡張したものを採用。ピン配列上は2トリガ分の入力端子があるが、BASICの命令が対応しているのは1トリガだけである。
テレビCMでは「NECのパピコン」の名を前面に出し、家族で「ジャンケンポン、カセットポン♪」と順番に楽しむ使い方を提案。二次記憶装置などからの読み込みを必要とせず、挿入するだけで使えるROMカートリッジで供給されるソフトウェアによる、後のファミリーコンピュータやMSXで広まったような「気軽に使える家庭向けコンピュータ」をアピールした。CMでの家族の父親役には川津祐介を起用した。
すがやみつるによる子供向けパソコン入門漫画「こんにちはマイコン」でもターゲット機種となった。
日本国外では北アメリカ大陸でNEC TREKの愛称でPC-6001Aを発売、またイラクの国営メーカー、「Al Warkaa」がアラビア語版のPC-6001を発売。

## PC-6001mkII

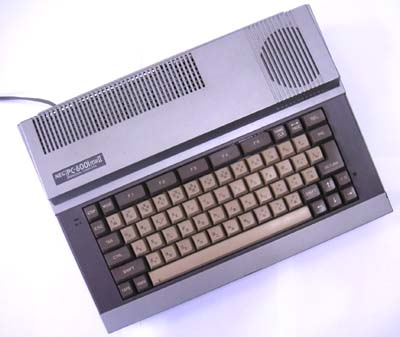
PC-6001mkII外観

1983年7月1日に発売された、PC-6001の上位互換の後継機。メーカー希望小売価格は8万4800円。
この時代の8ビットのミドルレンジ機は何れも十数万という高価格帯にあり、折からのパソコンブームに乗ってかなりのヒット機種となった。
PC-6001に対し、キーボードが通常タイプのものに変更され、デザインも一転して硬質になった。本体のカラーは、メタリックシルバーとアイボリーホワイトの2種類、幅365mm高さ87mm奥行260mm、重量は3.3Kg。
グラフィック機能も大幅に強化され、RGBディスプレイの接続により鮮明な表示が可能となった。専用ディスプレイ使用時は最大15色、PC-8000シリーズ用やPC-8800シリーズ用などの一般的なものでは最大8色。RGBディスプレイの接続はより高い精度の表示が可能になった反面、色信号のずれを利用した着色を行っていたソフトウェアは白黒表示となってしまい、“色が出ない”という問い合わせがユーザーから寄せられることになった。ページ切り替えのシステムも継承され、最大4画面、うち1画面はテキスト専用。テキスト画面とグラフィック画面の共存ができない難点もそのまま継承された。
また、通常の英数字・カタカナ・ひらがなのキャラクタセットとは別に、絵文字のキャラクタセットが追加された。さらに、32KBの漢字ROM搭載により、当時の教育漢字996文字+教育漢字に含まれない都道府県名19文字+その他9文字（札、幌、盛、仙、甲、津、那、覇、啓）の1024種の漢字をグラフィックで表示できた。漢字表示には、N60m-BASICでサポートされるKANJI命令を使用。ただし漢字はグラフィック画面にしか描画できず、非漢字文字はテキスト用のシステムフォントしか用意されていないため、かな漢字混じり文は文字の大きさが一律にならなくなる難もある。
特徴的な機能としてオプションだったμPD7752による音声合成が標準装備となり、BASICからTALKコマンドで日本語を発声させることが可能となった。
PC-6001のさまざまなハードウェア構成（拡張BASICの有無、拡張RAMの有無）と互換性を持たせるため、起動時にBASICのモード（1〜5）を選択する以下のようなメニューが表示された。
1. N60-BASIC (RAM 16K)
2. N60-BASIC (RAM 32K)
3. N60拡張BASIC (RAM 16K)
4. N60拡張BASIC (RAM 32K)
5. N60m-BASIC (RAM 64K)

ページ数の指定と、最大（切替可能画面）枚数 (How many files?) はソフトウェア側からは指定できず、リセット、起動時に毎回２度の入力を要する面倒な仕様となってしまった。
実用用途のメインストリームはすでに同社のPC-8801mkII等に移ってしまっていたため、市場には主にホビー用途として迎えられた。
160×200ドット15色という画面モードは、解像度の低さの反面、画素数の少なさから必要な処理が軽減され、動きのあるソフトウェアが作られた。なおRGBで15色を出力させるために通常のデジタルRGB出力と一部仕様が異なっており、コネクター8P-DINの1番が+12Vからクロック信号に、3番のクロック信号が色相制御信号に変更されている。専用カラーディスプレイのPC-60m43がこの信号に対応した。
一方、グラフィック画面で特に文字表示する場合において最低限の精度である320ｘ200ドットのモードでは4色表示となりこの中精度画面モードでの色不足は表現上大きな難点であった。4色は8種類のカラーセットから選ぶ方式で自由に設定することはできない。
グラフィックチップが汎用のMC6847からカスタムICに変更されたため、PC-6001用のソフトの中でN60-BASICでサポートしていない画面モードを使用しているのソフトは正常に動作しなくなっている（アスキーのAXシリーズなど）。その他にSCREEN1のカラーセットが変更されていることによる発色の差異も存在する。
テレビや雑誌の広告、パンフレットなどで、タレントの武田鉄矢をイメージキャラクターとして起用した。

### 仕様
- CPU μPD780C-1 4MHz(3.9936MHz[11])
- RAM 64キロバイト
- テキスト表示 40桁×20行
- グラフィック表示 320×200ドット 4色 または 160×200ドット 15色 最大3面
- サウンド PSG AY-3-8910[12] / μPD7752[12]
- BASIC N60m-BASIC (RAM64キロバイト),N60-BASIC(RAM 16キロバイト/32キロバイト),N60-拡張BASIC (RAM 16キロバイト/32キロバイト)

N60m-BASICは本機にしか搭載されていない。
- インタフェース
  - コンポジットビデオ出力
  - 専用デジタルRGB出力
  - RF接続
  - オーディオ出力
  - CMT
  - プリンタ（セントロニクス準拠）
  - 専用カートリッジスロット
  - アタリ規格ジョイスティック×2
  - スーパーインポーズ（スーパーインポーズユニットPC-60m54専用）
  - RS-232C（オプション）
  - 5.25インチ/3.5インチ 1D FDD

別売のPC-60m31を接続することでPC-6601とほぼ同一のスペックとなる。違いは以下の通り。
- 音声合成機能の音階は未サポート
- PC-6601固有のI/Oポート経由でアクセスするFDソフトは動作不可（コロニーオデッセイなど）

## PC-6001mkIISR

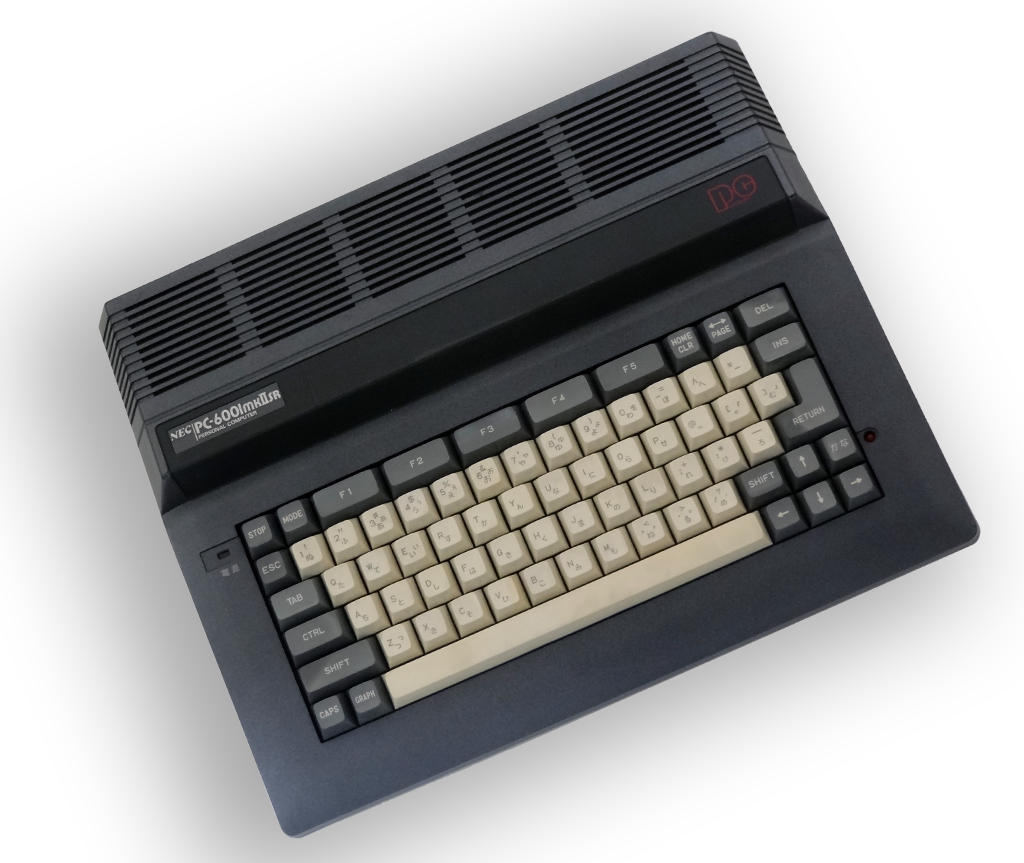
PC-6001mkIISR外観

1984年11月15日に発売された、PC-6001mkIIの上位互換の後継機。メーカー希望小売価格は8万9800円。
FDDがないこととキーボード一体型であることを除けば、同時発売されたPC-6601SR (Mr.PC) とほぼ同仕様。外見は色と、角が取れて若干丸みを帯びている事を除いてPC-6001mkIIをほぼ踏襲した物となった。
グラフィック機能はさらに強化され、640×200ドットの表示や、テキスト表示も上位機種と同等の最大80桁×25行となった。ページ切り替えもあるが、グラフィックモード時にVRAMとして消費する容量が32キロバイトに増えたため、2画面（うち1画面はテキスト専用）となった。
サウンドチップにはFM音源を搭載し、表現力が大幅に向上すると共に、音声合成機能はPC-6601などと同様、「喋る」だけでなく2オクターブの音階で「歌う」ことも可能となった。
ただ、店頭では同時にラインナップされたMr.PCに注力した展示が行われることが多かった。
起動時のモード選択メニューは、N66SR-BASICとビデオテロッパの追加により7項目の入力が必要となっている。
付属ソフトは、ビデオテロッパと、ピンボールゲーム “David's Midnight Magic” である。いずれもカセットテープ供給。
この機種になりようやくデジタルRGB出力で限界の320ｘ200ドットで15色という使いやすい中精度でのフルカラー仕様を得たが、ホビー用途でも時代が既に上位機種へ移行しており前機種ほどのヒットには至らなかった。

### 仕様
- CPU μPD780C-1 3.58MHz
- RAM 64キロバイト
- テキスト表示 最大80桁×25行
- グラフィック表示 640×200ドット 15色中4色 または 320×200ドット 15色
- BASIC N66SR-BASIC、N66-BASIC、N60-BASIC、N60-拡張BASIC

PC-6000シリーズであるが、搭載しているBASICの名称はPC-6601SRと同じくN66SR-BASIC、N66-BASICである。
- サウンド FM音源 YM2203 / 音声合成
- インタフェース
  - 専用デジタルRGBモニタ（Mr.PC用ディスプレイテレビPC-TV151またはカラーディスプレイ。家庭用テレビへの接続はオプション）
  - オーディオ出力
  - CMT
  - プリンタ（セントロニクス準拠）
  - 専用カートリッジスロット
  - RS-232C（オプション）
  - アタリ規格ジョイスティックx2
  - スーパーインポーズ（Mr.PC用ディスプレイテレビ接続時のみ使用）
  - 3.5インチ 1DD FDD

ここにはPC-8000/8800シリーズの5.25インチ2D FDDを接続して使うことができた。

## 参考図書
- 『PC-6001 みんなで使おうBASIC』 新日本電気、2800円、NCID BA71225274。
- 一零、他共著『PC-Techknow6000 vol.1』 第1、アスキー出版〈PCファミリー・テクニカル・ノウハウ集 PC-6000シリーズ編〉、1982年9月1日。ISBN 4-87148-287-1、ISBN-13:978-4-87148-287-5。
- アスキー書籍編集部 編『みんながコレで燃えた！　NEC8ビットパソコン　PC-8001・PC-6001　永久保存版』アスキー、2005年3月15日。ISBN 4-7561-4591-4、ISBN-13:978-4-7561-4591-8。